# KV62
KV62 i Konungarnas dal utanför Luxor i Egypten var begravningsplats för farao Tutankhamon under Egyptens artonde dynasti.
KV62 är sannolikt världens mest kända grav på grund av alla skatter som legat orörda i över 3 000 år innan graven hittades 1922 av den brittiska egyptologen Howard Carter.

## Upptäckten
År 1917 inledes på allvar sökandet efter Tutankhamons grav. Arbetet finansierades av den brittiska adelsmannen lord Carnarvon och utfördes av den brittiska egyptologen Howard Carter. 1921 ville Carnarvon avsluta expeditionen. Carter, som hade mycket information som indikerade att Tutankhamons grav verkligen fanns i Konungarnas dal, erbjöd sig att betala det fortsatta sökandet ur egen ficka, vilket gjorde att Carnarvon beslöt att fortsätta finansiera arbetet.
Ingången till Tutankhamons grav ligger nästan framför ingången till den större graven KV9, byggd åt kung Ramses V. Ramses V begravdes 1145 f.Kr, 178 år efter Tutankhamon, och bygget av KV9 skulle av en slump bli orsaken till att Tutankhamons grav överlevde till modern tid. Mycket av det grus som grävdes ut lades ovetandes över ingången till Tutankhamons grav, vars exakta läge glömts bort efter ett par hundra år. Ovanpå detta grus byggdes också hyddor till arbetare under bygget av KV9. Stengrunden till dessa hyddor fanns fortfarande kvar 1922. När Howard Carter och hans medarbetare förstod att dessa hyddor inte fanns när Tutankhamon begravdes, måste det som eventuellt fanns under dem vara orört sedan KV9 byggdes. Man började gräva, och den 4 november 1922 stötte en vattenpojke, Hussein Abdel-Rassoul, på det översta steget på den trappa som ledde ner till Tutankhamons grav. Carter skickade telegram till sin uppdragsgivare Carnarvon för att meddela upptäckten.  28 november anlände Carnarvon till Egypten och arbetet med öppnandet av graven påbörjades. Ingångstrappan och korridoren till förrummet var fyllda med stenskärvor, och ingången in till förrummet var igenmurad. Carter avlägsnade några murstenar och lyste sedan in i öppningen med en lykta. När den ivriga Carnarvon bakom honom frågade "Kan ni se något?", gav Carter det legendariska svaret "Ja, underbara ting [...]" 
| ”               | Ja, underbara ting – underliga djur, statyer och guld, överallt glittrar det av guld | „ |
| – Howard Carter |                                                                                      |   |

Att graven aldrig blivit hittad tidigare beror sannolikt på att ingången till KV9 (Ramses V och Ramses VI:s grav) ligger precis över ingången till KV62, och att ingången till KV62 täcktes med flera meter grus under tillverkningen av KV9 200 år senare. Från 1923 till 1932 grävdes KV62 ut.

## Utförande
KV62 är utgrävd längs den huvudsakliga wadin, och entrén till KV62 är i botten av dalen nedanför början till rampen som leder till KV9. Graven inleds med en sluttande entrékorridor, delvis som en trappa, som leder 7 m ner under marknivå till förrummet. Förkammaren ansluter dels till ett mindre sidorum och även till gravkammaren. Till begravningskammaren ansluter även en skattkammare. KV62 är med sina totalt 110 m2 golvyta betydligt mindre än de övriga farao-gravarna i Konungarnas dal som ofta är mer än fem gånger större.
Gravkammaren är rikligt dekorerad med motiv från bland annat De dödas bok, Amduat, Öppna munnen ritualen och motiv med Tutankhamon tillsammans med olika gudar.

## Artefakter

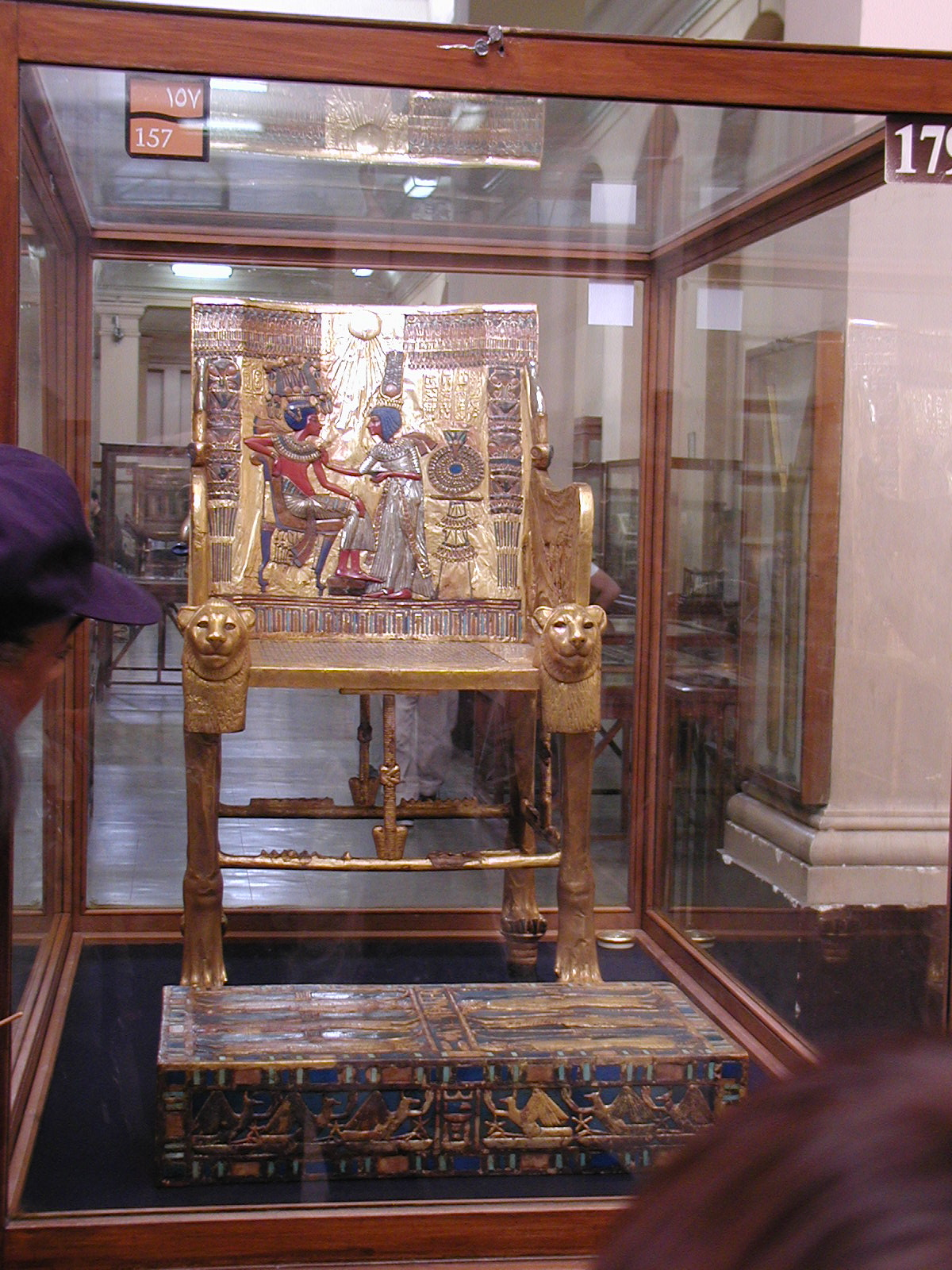
Den guldbelagda tronen

En stor del av de totalt nästan 5 000 hittade artefakterna är utställda på Egyptiska museet i Kairo. Speciellt kända föremål är guldmasken som omslöt mumiens huvud, den guldbelagda tronen samt kanopskrinet med dess lock.
Även två mumifierade dödfödda foster hittades i KV62, vilka sannolikt är Tutankhamons döttrar.

### Kapellen

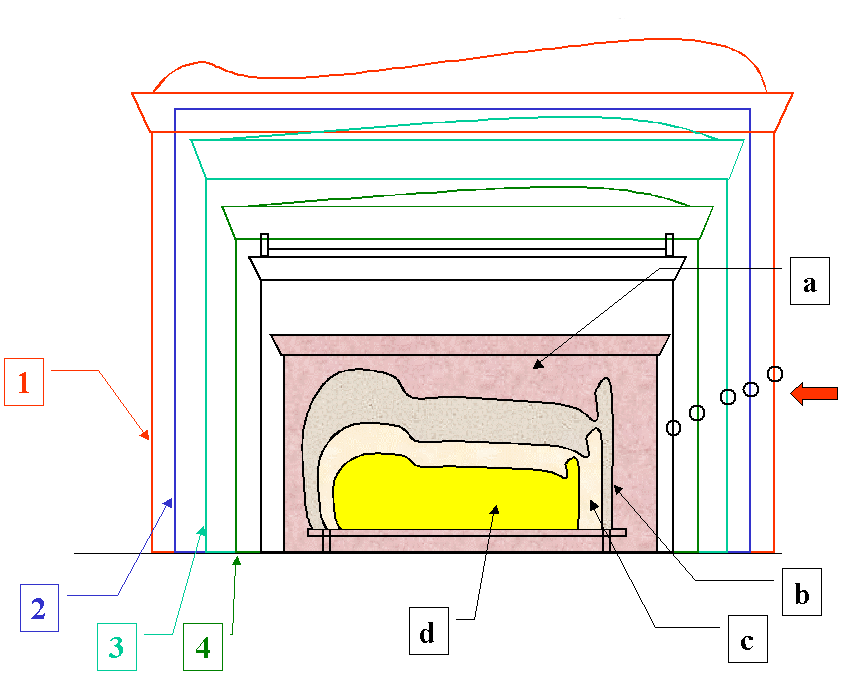
Skiss visande de fyra kapellen [1] [2] [3] [4] utanför sarkofagen [a] och de tre kistorna [b] [c] [d].

Tutankhamons sarkofag var placerad i fyra på varandra utanpåliggande träkapell. Det första och yttersta kapellet mäter 508 gånger 328 cm och är 275 cm högt, och fyllde nästan upp hela gravkammaren.
Kapellen har inget golv, är tillverkade av cederträ och dess symboliska funktion representeras av dess takform. Det första kapellet har ett sluttande dubbelvävt tak som symboliserar en sedfest-paviljong. Andra och tredje kapellen efterliknar en helgedom i Övre Egypten och det fjärde kapellet efterliknar en helgedom i Nedre Egypten. Alla kapellen är överdragna med ett förgyllt och dekorerat stuckskikt. Motiven är hämtade från Amduat och De dödas bok. På östra kortändan har samtliga kapell en dubbeldörr försedd med kopparhylsor för de ebenholtsreglar som låser dörrarna. Mellan första och andra kapellet stod en träställning som stomme för en stor linneslöja med förgyllda bronsmargeriter.
Det tog Carter 84 dagar att demontera de fyra kapellen för transporten till Egyptiska museet.

### Kistorna och sarkofagen

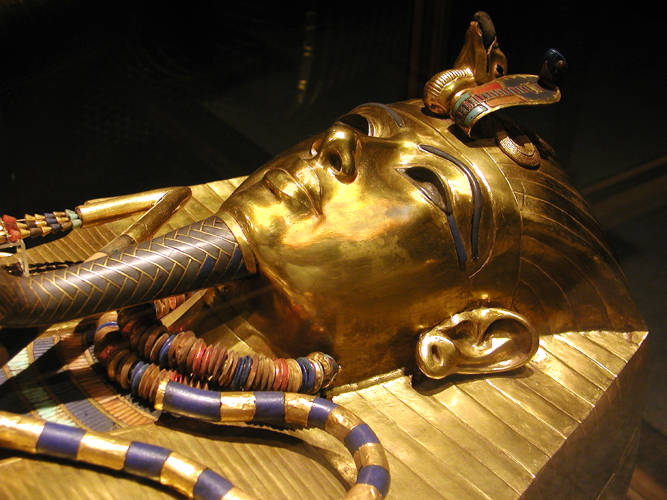
Den tredje och innersta kistan där mumien med guldmasken låg.

Tutankhamons mumie begravdes i tre om varandra omslutande människoliknande träkistor som låg i stensarkofagen.
Sarkofagen av kvartsit mäter 275 gånger 147 cm och är målad. Locket är av röd granit som har målats gul. Locket är sprucket i två delar.
De tre kistorna i sarkofagen avbildar gudakungen hållande en stav och ett gissel korslagda på bröstet. Den yttre kistan i förgyllt trä är 224 cm lång. Denna kista står fortfarande nere i KV62 med Tutankhamons kvarlevor som en turistattraktion. Den andra kistan är 204 cm lång och dekorerad med guldplattor och färgat glas. Den tredje och innersta kistan är dekorerad med konstsmide i massivt guld och väger drygt 110 kg.

### Guldmasken

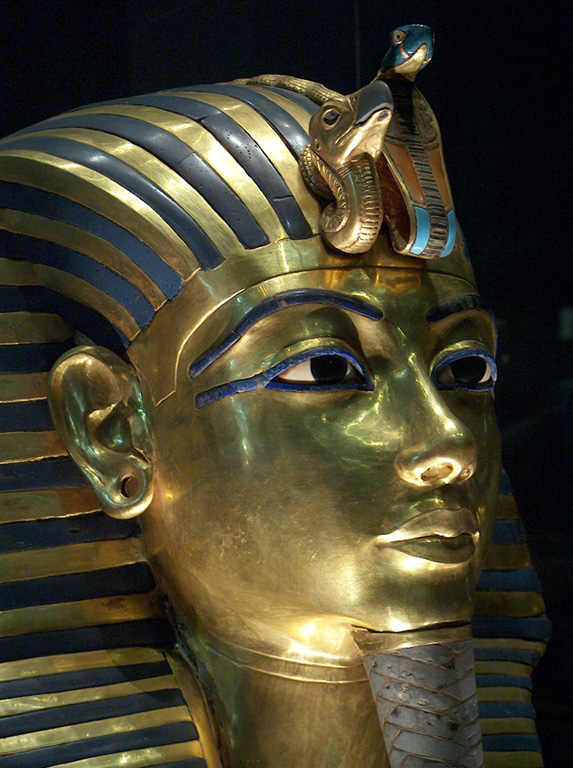
Tutankhamons guldmask.

I den tredje kistan vilade Tutankhamon i sin mumie dekorerad med en guldmask med inläggningar. Masken är 54 cm hög och tillverkad av hamrat tjockt guldbleck. Inläggen är av färggrann glasfluss och ädelstenar såsom lapis lazuli, obsidian, kvarts och fältspat.
Guldmasken, som är ett av Egyptiska museets mest kända föremål, skadades i augusti 2014 då skägget på masken slogs av. Därefter lagades masken i hast och i hemlighet med epoxy. Efter upptäckten av det olyckliga lagningsförsöket genomgick masken en seriös lagning i oktober till december 2015 varefter masken åter nu visas upp på museet.

## Gravplundring
Minst två gånger genom historien tros graven varit utsatt för plundringsförsök, baserat på att dörren visade spår av tre förseglingar. Ingen lyckades dock ta sig genom alla kapellen runt sarkofagen då förseglingen på dörrarna till det andra kapellet inte var bruten. Sannolikt har förövarna blivit avbrutna eller gripna. När graven hittades 1922 var den i stor oordning, vilket tros bero på dels att gravplundrarna stökat till i graven och att det inte lades så stor tid på att återställa graven efter plundringsförsöken.

## Faraos förbannelse
Lord Carnarvon som finansierade upptäckten av KV62 avled 5 april 1923, det vill säga bara några månader efter att Tutankhamons grav öppnades. Carnarvon avled på grund av infektionen efter ett myggbett, vilket kan kopplas samman med att i dörrummet i KV62 hittades en keramikskärva med texten "Döden skall med sina vingar slå den som stör Faraos ro". Detta var upprinnelsen till myten om "Faraos förbannelse"

## Nefertitis gravplats?
I juli 2015 presenterade den engelska egyptologen Nicholas Reeves en teori om att drottning Nefertiti ligger begravd i Tutankhamons grav KV62. Teorin bygger på studier av strukturen i väggarna i Tutankhamons gravkammare där indikationer på två hittills okända dörrar har upptäckts. Den förmodade dörren på norra väggen tros leda till Nefertitis gravkammare och den förmodade dörren på västra väggen tros leda till ett förvaringsrum. Mätningar med georadar i november 2015 av ett japanskt team visade att det sannolikt finns öppna utrymmen bakom de två väggarna. Mätningarna visade även att det sannolikt finns både organiskt och metalliskt material i hålrummen bakom väggarna. Trovärdigheten i dessa mätningarna har blivit ifrågasatta, och en andra radarmätning utfördes i mars 2016 arrangerad av National Geographic men resulterade inte i några bevis för håligheter bakom väggarna. Mätningar utförda under 2018 av Politecnico di Torino med markpenetrerande radar vissa att det med mycket hög sannolikhet inte existerar några dolda kammare, och i maj 2018 meddelade Supreme Council of Antiquities att undersökningarna därmed är avslutade. Ytterligare mätningar genomfördes 2019 där tre olika mätmetoder kombinerades. Mätningarna visade avvikelser  som tros vara ett korridorsliknande utrymme som löper parallellt med gravens entrégång.

## Galleri

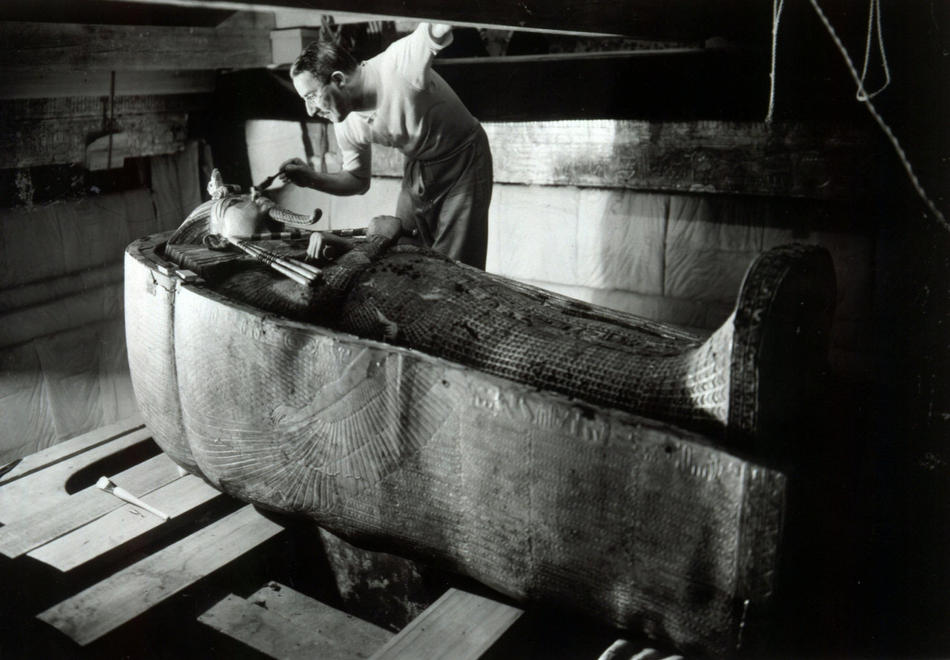
Howard Carter vid Tutankhamons mumie i KV62.
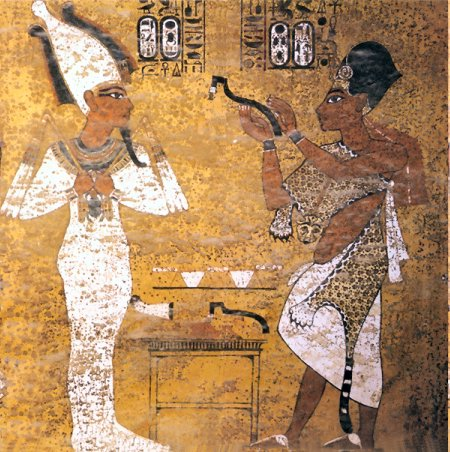
Del av väggmålningen längs långsidan i begravningskammaren.
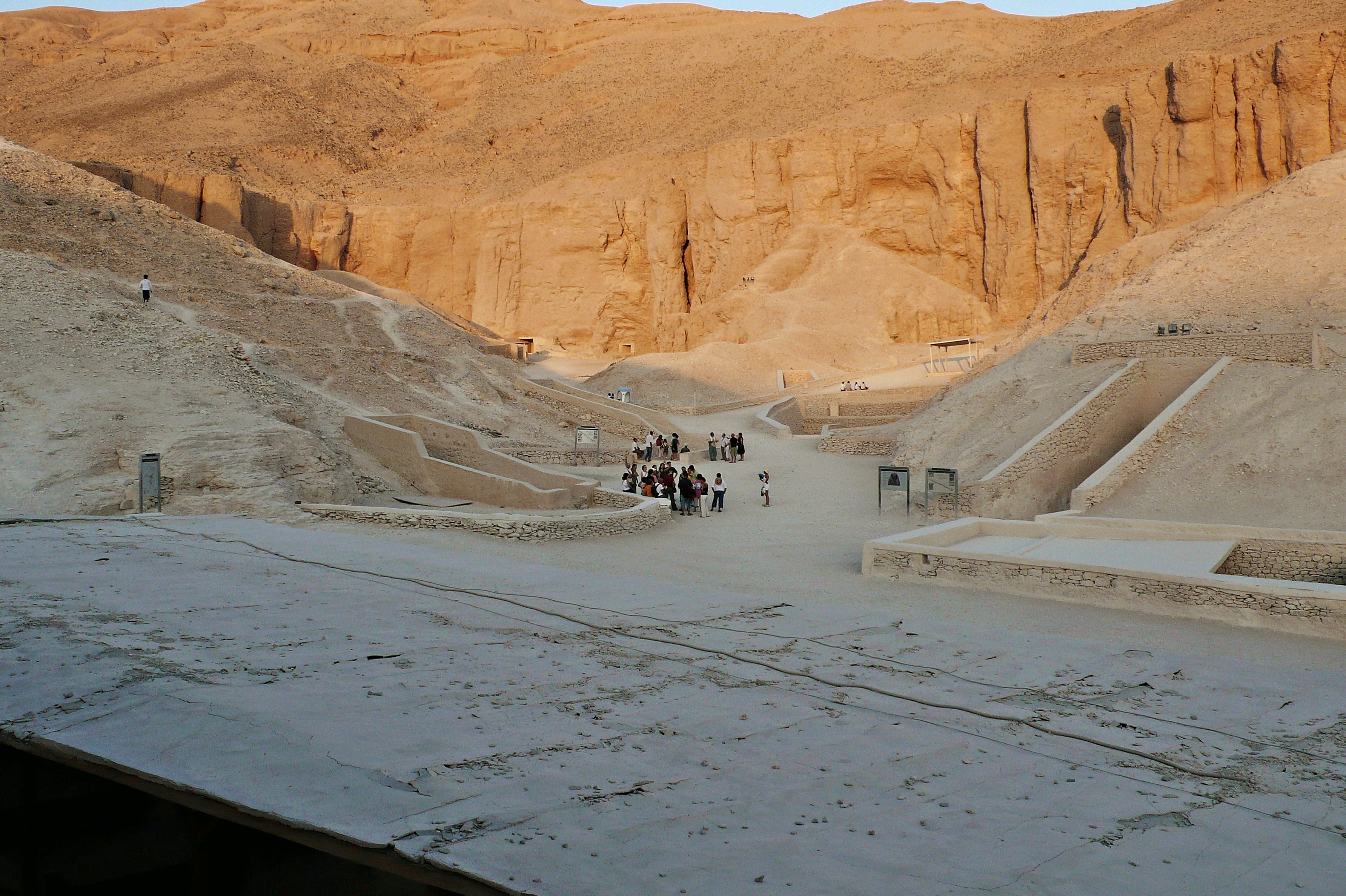
Huvudwadin i Konungens dal. Nergången till KV62 är i till höger i framkant.
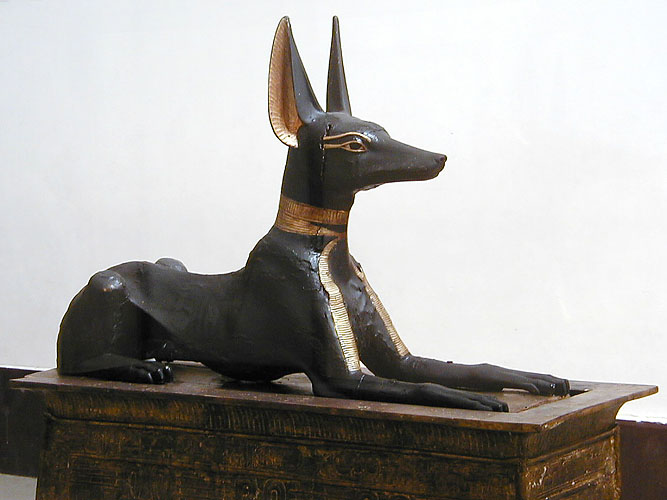
Anubis helgedom som hittades i KV62
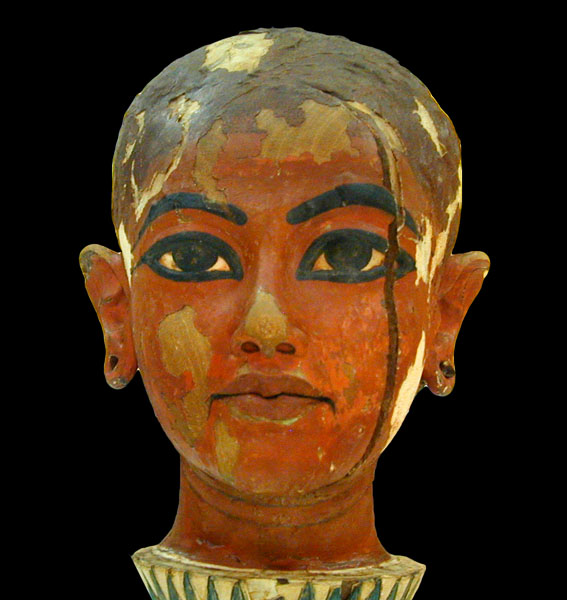
En byst av Tutankhamon som hittades i KV62
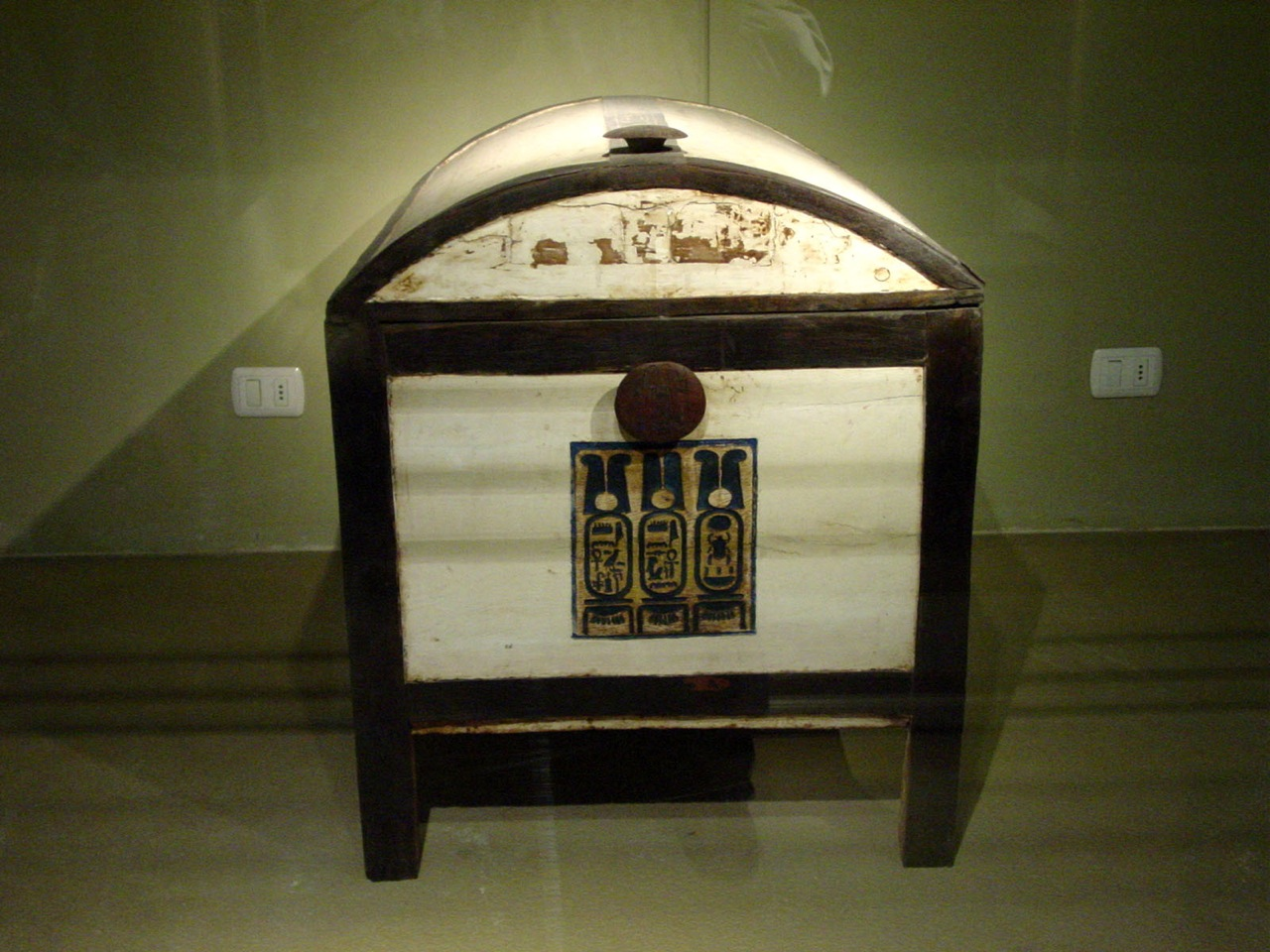
En kista från KV62 utställd på Egyptiska museet.
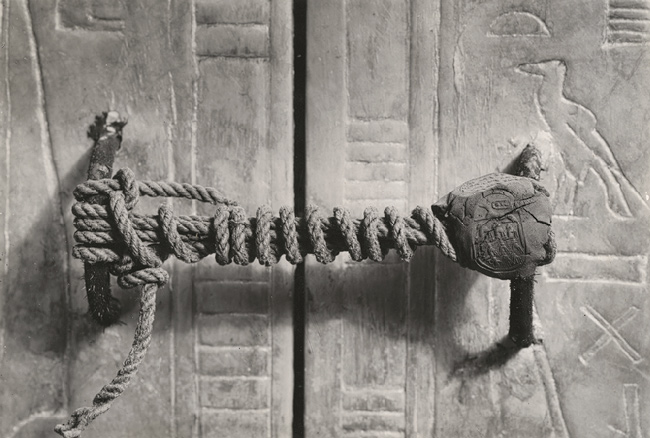
Den obrutna förseglingen av KV62 som hittades 1922.
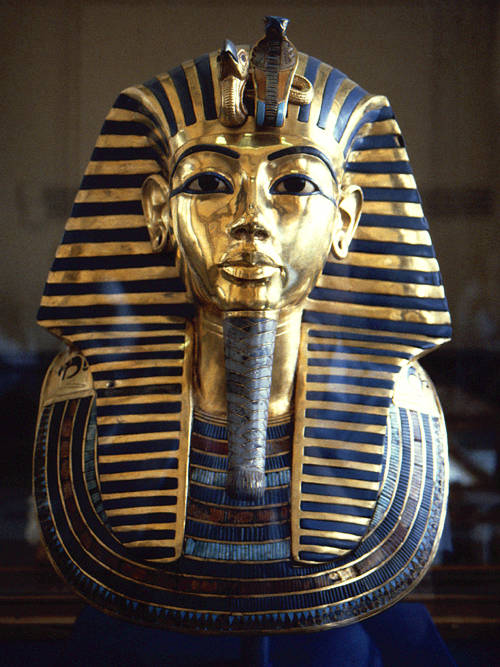
Tutankhamons begravningsmask i guld som är en av världens mest kända objekt.
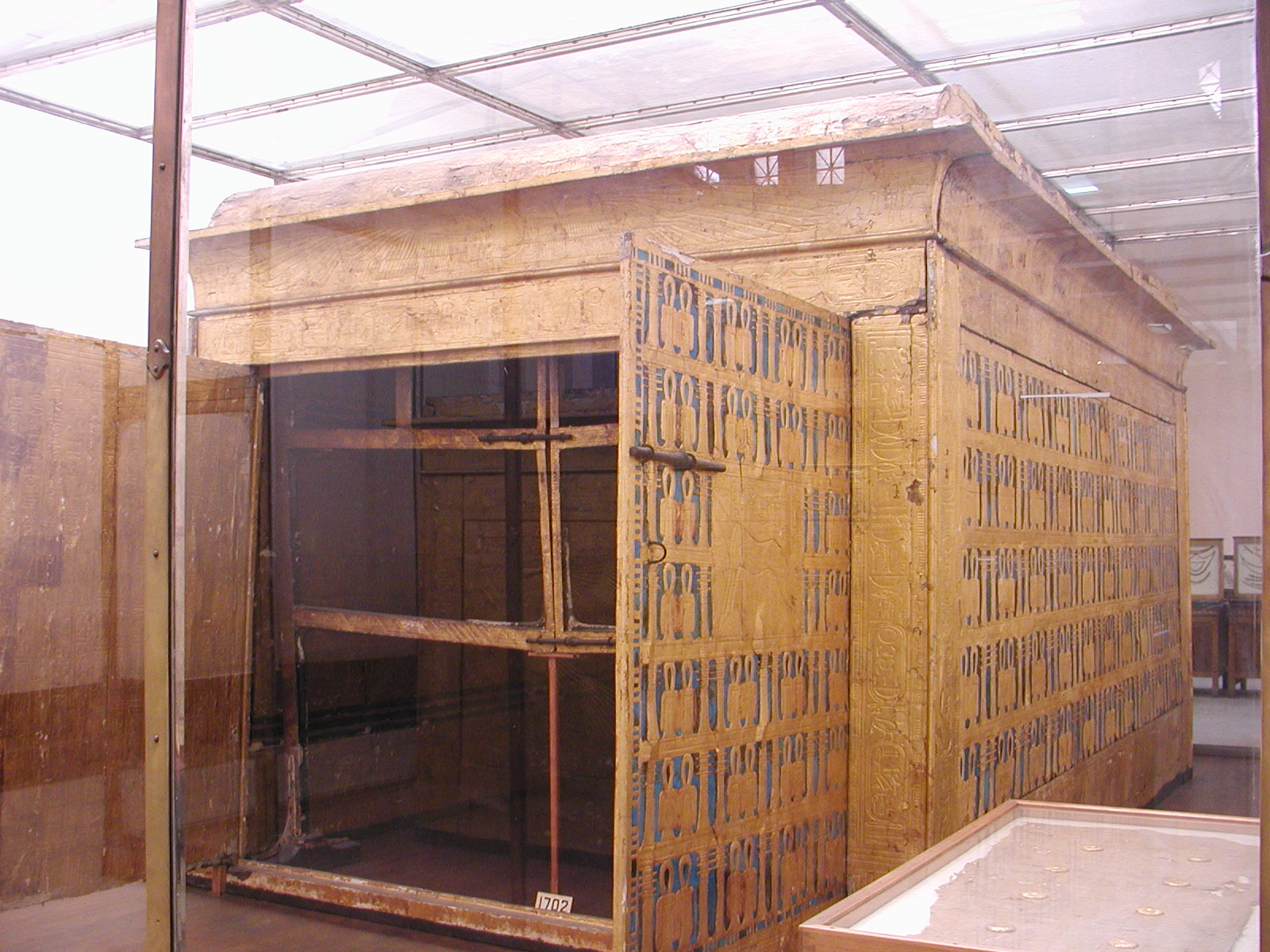
Den första och yttersta av fyra kapell som omslöt sarkofagen.
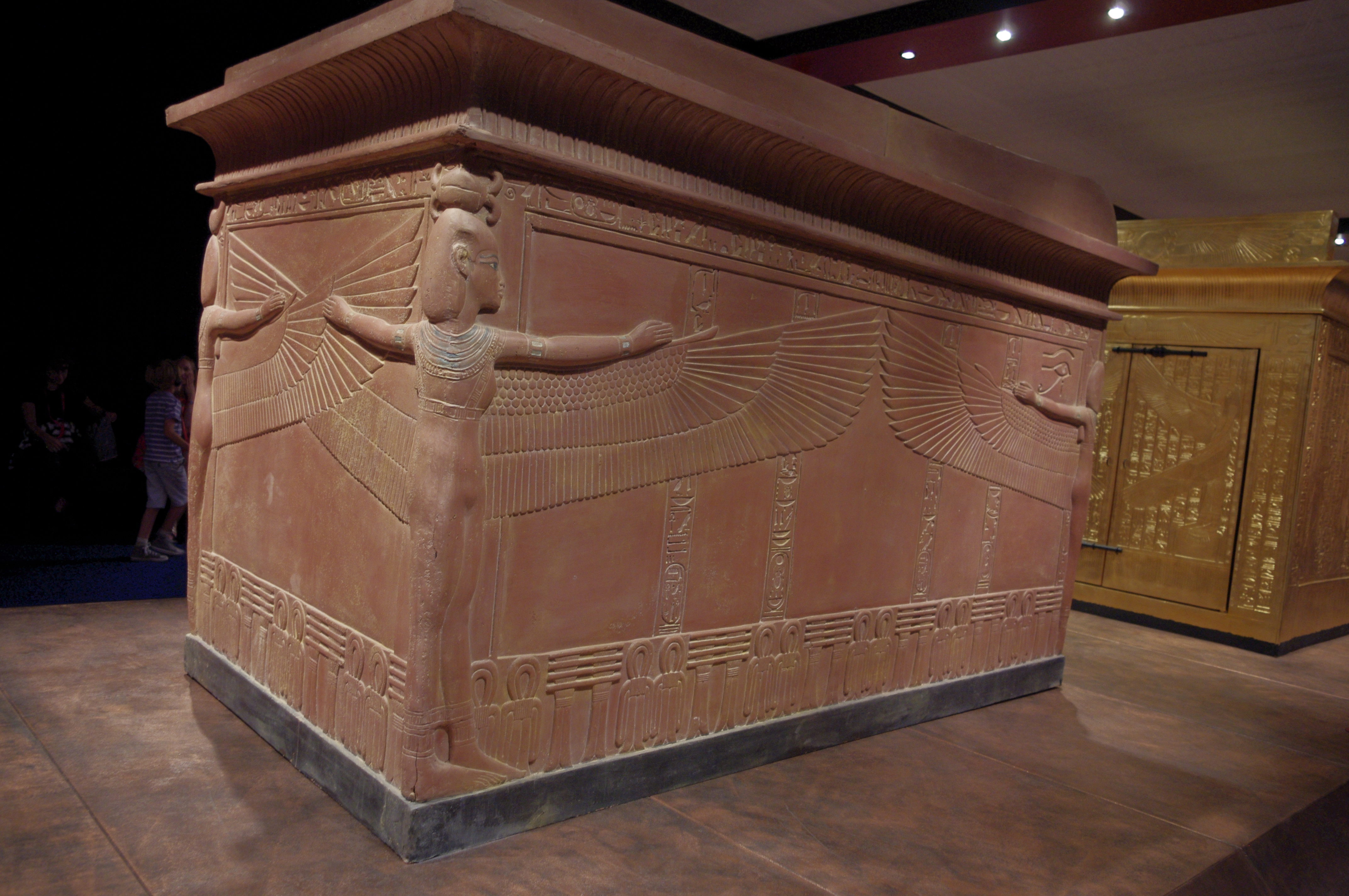
Sarkofagen.
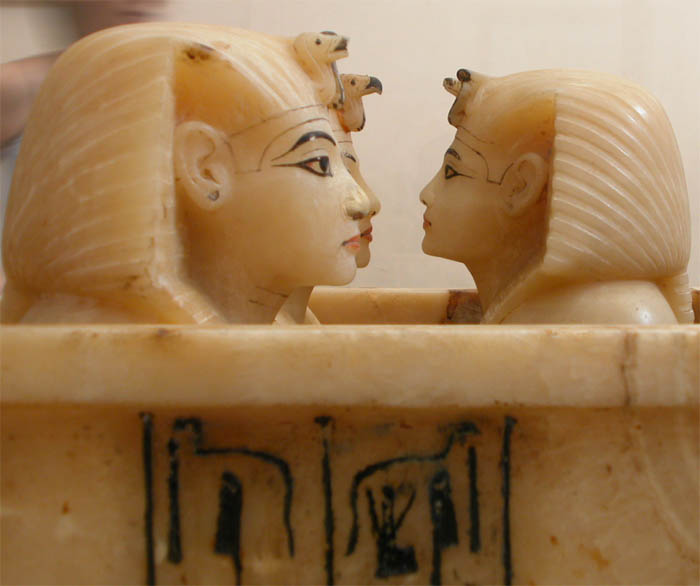
De fyra porträttutformade locken till Kanopskrinet.